# Longmont
Longmont est une ville du comté de Boulder, dans le Colorado, aux États-Unis. Son nom provient de la vue de Longs Peak depuis la ville. Elle est localisée au nord-est du siège du comté de Boulder. Contrairement à son voisin plus connu, Longmont est beaucoup plus tranquille et résidentielle, bien qu'elle ait commencé à se développer rapidement ces dernières années, en partie en tant que zone résidentielle moins chère que Boulder mais également proche de Denver.

## Histoire
Longmont a été fondée en 1871 par un groupe de Chicangoans qui avait décidé de trouver une nouvelle ville dans le Colorado. À l'origine appelée la « Chicago-Colorado Colony » et référencée comme première communauté dans le comté de Boulder, la ville a été quadrillée en mille parcelles et a commencé à s'épanouir en tant que communauté agricole après que la construction de la ligne centrale de chemin de fer du Colorado est arrivée au nord de Boulder en 1877. À partir de 1940, Longmont a commencé à se développer au-delà de ses limites d'origine. Dans les années 1960, le gouvernement fédéral construit un centre de commande du trafic aérien en ville et IBM y bâtit une importante usine dans les environs. L'affaiblissement de l'agriculture a poussé des entreprises de haute technologie à s'y implanter, comme StorageTek, STMicroelectronics, Seagate et Maxtor. Le centre-ville déserté durant les années 1980, a connu un regain de popularité dans la dernière décennie et au cours des années 1990, le sud de la ville est devenu pilote pour un projet d'urbanisme dans le Colorado, appelé « Prospect New Town », conçue par l'architecte renommé Andres Duany.

## Démographie
| 1880 | 1890  | 1900  | 1910  | 1920  | 1930  |
| ---- | ----- | ----- | ----- | ----- | ----- |
| 773  | 1 543 | 2 201 | 4 256 | 5 848 | 6 029 |

| 1940  | 1950  | 1960   | 1970   | 1980   | 1990   |
| ----- | ----- | ------ | ------ | ------ | ------ |
| 7 406 | 8 099 | 11 489 | 23 209 | 42 942 | 51 555 |

| 2000   | 2010   | - | - | - | - |
| ------ | ------ | - | - | - | - |
| 71 093 | 86 270 | - | - | - | - |

Selon le bureau de recensement des États-Unis, la municipalité a une superficie totale de 27,65 milles carrés (71,61 km2), dont 26,19 milles carrés (67,83 km2) de terres et 1,47 milles carrés (3,81 km2) couverts d'eau, soit 5 %. Si Longmont s'étend principalement dans le comté de Boulder, 4,44 milles carrés (11,5 km2) du territoire municipal se situent dans le comté de Weld.
Selon le recensement de 2010, Longmont compte 86 270 habitants, dont seulement 30 vivent dans le comté de Weld. Au recensement de 2000, elle comptait 71 093 habitants. La densité de population était de 1 259,7 hab./km2.
L’âge moyen des habitants était de 34 ans. La pyramide des âges s’établissait ainsi :
- 27,9 % avaient moins de 18 ans,
- 8,5 % de 18 à 24 ans,
- 33,1 % de 25 à 44 ans,
- 21,3 % de 45 à 64 ans, et
- 9,2 % plus de 65 ans.
- Il y avait 97,9 hommes pour 100 femmes (95,6 hommes pour 100 femmes de plus de 18 ans).

Les 26 667 ménages (de 18 453 familles comptant 3,15 personnes en moyenne) dont 36,9 % avec enfants de moins de 18 ans ;
- 54,6 % des ménages étaient des couples mariés vivant ensembles,
- 10,1 % des ménages avaient la mère seule (séparée ou veuve) en chef de famille,
- 30,8 % vivaient en concubinage.
- 23,7 % étaient des personnes vivant seules sans enfant, célibataires, veuves ou séparées (7,3 % des personnes isolées avaient plus de 65 ans).

Le revenu moyen d’un ménage était de 51 174 dollars.
- Les hommes ont eu un revenu moyen de 40 978 dollars, contre 29 582 dollars pour les femmes.
- 7,8 % de la population (5,9 % des familles) vivait sous le seuil de pauvreté (dont 10,6 % avaient moins de 18 ans et 6,2 % plus de 65 ans).

La répartition ethno-raciale de la ville était :
- 84,76 % de caucasiens (19,07 % d’origine hispaniques ou latino),
- 1,76 % d’origine asiatique,
- 0,97 % d’origine amérindienne,
- 0,54 % d’origine afro-américaine,
- 0,06 % d’origine insulaire Pacifique,
- 11,92 % d’autres origines,
- 2,20 % d’origine multi-ethnique.

## Résidents notables de Longmont
- Vance Brand
- Andrea Gibson
- Dan Simmons

## Jumelages
- Chino (Japon)
- Ciudad Guzmán (Mexique)